# Stylasterias forreri
Stylasterias forreri is een zeester uit de familie Asteriidae.
De wetenschappelijke naam van de soort werd in 1887 gepubliceerd door Perceval de Loriol.